# Kogi (stát)
Stát Kogi je jeden ze nigerijských států. Jeho hlavním městem je Lokoja. Vznikl v roce 1991 z částí států Benue, Niger a Kwara. Je mu přezdíváno jako stát soutoku, protože se poblíž jeho hlavního města stékají řeky Benue a Niger. 

## Popis
Kogi je třináctým největším státem Nigérie. V počtu obyvatel je na 25. místě (2023). Žijí zde zástupci řady nigerijských etnik: Igalové, Ebirové, Nupeové a Gbagyiové žijící v centrální části státu; Igalové, Agatové, Basa-Komuové a Idomové  žijící na východě státu a Jorubové žijící na západě.

## Administrativní dělení
Stát Kogi se dělí do 12 administrativních oblastí:
- Adavi
- Ajaokuta
- Ankpa
- Bassa
- Dekina
- Ibaji
- Idah
- Igalamela-Odolu
- Ijumu
- Kabba/Bunu
- Kogi
- Lokoja
- Mopa-Muro
- Ofu
- Ogori/Magongo
- Okehi
- Okene
- Olamaboro
- Omala
- Yagba East
- Yagba West

## Sousedící státy
Sousedí se státy Nassarawa, Benue, Enugu, Anambra, Edo, Ondo,Ekiti, Kwara, Niger a Federal Capital Territory.